# Pothomorphe mollissima
Pothomorphe mollissima là một loài thực vật có hoa trong họ Hồ tiêu. Loài này được (Blume) Miq. miêu tả khoa học đầu tiên năm 1840.